# La Plantada (Serradell)
La Plantada és un indret de camps de conreu, actualment parcialment abandonats, del terme municipal de Conca de Dalt, a l'antic terme de Toralla i Serradell, al Pallars Jussà, en territori que havia estat del poble de Serradell.
Està situat a ponent de Serradell, al sud de la Pista del Bosc, al sud de Llinars, al nord-est de Bramapà, i a llevant del Tros de Santa Maria. La llau del Seix discorre pel costat de ponent d'aquesta partida.